# Bartolomeo da San Vito
Bartolomeo da San Vito, talvolta citato come Bartolomeo dall'Occhio o, alla latina, Bartholomaeus ab oculo (San Vito al Tagliamento, prima del 1450 – Udine, 1511), è stato uno scultore italiano.

## Biografia

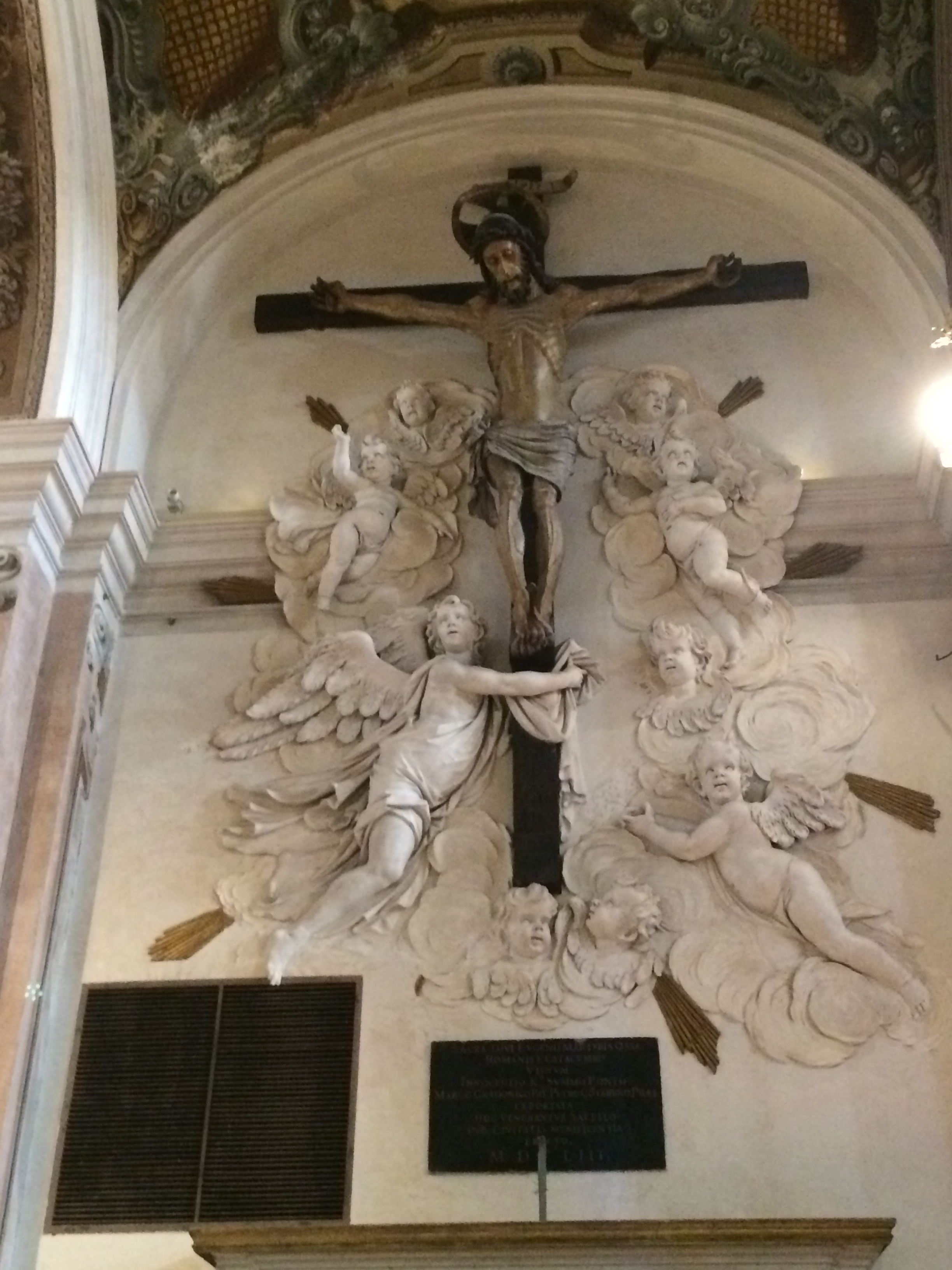
Crocifisso della navata di sinistra, Duomo di Udine

Figlio di un certo Biagio, Bartolomeo nacque a San Vito al Tagliamento prima del 1450. La sua attività è rimasta in ombra per secoli, fino a che gli studi  di G. Marchetti e di G. Nicoletti sulla scultura lignea nel Friuli lo hanno riconosciuto come caposcuola, assieme a Domenico da Tolmezzo, di quella quattrocentesca.
Da quanto risulta allo stato attuale, la sua attività si svolse totalmente ad Udine, in una bottega in Mercatovecchio con l'insegna di un occhio, da cui prese il nome con cui è conosciuto.
Le notizie documentarie recentemente scoperte sulla statua di San Nicolò in trono, già nella chiesa di S. Gregorio a Castel d'Aviano, attualmente nel Museo civico di Udine, attribuiscono con buona probabilità proprio a Bartolomeo l'opera, che è una delle più alte di tutta la scultura friulana tra i due secoli.
A lui è stato attribuito il Crocifisso posto a lato della Cappella delle Reliquie nel Duomo di Udine.
Morì di peste a Udine nel 1511.